# Aloconota gregaria
Aloconota gregaria – gatunek chrząszcza z rodziny kusakowatych i podrodziny rydzenic.

## Taksonomia
Gatunek ten opisany został po raz pierwszy w 1839 roku przez Wilhelma Ferdinanda Erichsona pod nazwą Homalota gregaria.

## Morfologia
Chrząszcz o wydłużonym ciele długości od 2,7 do 3,8 mm. Ubarwienie ma brązowe do czarniawobrązowego z brązowymi czułkami i brązowawożółtymi odnóżami, a niekiedy także z lekko rozjaśnioną głową. Oczy w widoku górnym są znacznie krótsze od niekompletnie obrzeżonych listewkowato skroni. Czułki cechuje lekko poprzeczny człon przedostatni. Przedplecze jest wyraźnie szagrynowane i gęsto punktowane. U samca na jego środku znajduje się podłużny łysy plac, od którego włoski rozchodzą się mniej więcej promieniście na wszystkie strony. U samicy włoski na linii środkowej przedplecza ustawione są wzdłużnie, w przedniej jego ⅓ po bokach owej linii skierowane ku przodowi, natomiast w tylnych ⅔ znajduje się para małych placyków, od których włoski rozchodzą się promieniście. Owłosienie w wewnętrznych połowach pokryw kieruje się bardziej ku tyłowi niż na zewnątrz. Stopy tylnej pary mają człon pierwszy znacznie dłuższy od drugiego, prawie tak długi jak drugi i trzeci razem wzięte. Odwłok ma równoległe w zarysie boki. U podstawy czwartego tergitu brak jest poprzecznego wcisku. Punktowanie na czterech początkowych tergitach jest jednakowe, dość gęste i bardzo drobne.

## Ekologia i występowanie
W przeciwieństwie do większości przedstawicieli rodzaju gatunek ten zasiedla nie tylko stanowiska wilgotne, ale także suchsze, w tym kserotermiczne.
Gatunek palearktyczny. W Europie znany jest z Hiszpanii, Irlandii, Wielkiej Brytanii, Wysp Owczych, Francji, Belgii, Holandii, Luksemburga, Niemiec, Szwajcarii, Austrii, Włoch, Danii, Szwecji, Norwegii, Finlandii, Estonii, Łotwy, Litwy, Polski, Czech, Słowacji, Węgier, Albanii,  Grecji i europejskiej części Rosji. Na północy kontynentu wykracza daleko poza koło podbiegunowe. W Afryce Północnej podawany jest z Madery, Wysp Kanaryjskich, Maroka, Algierii, Tunezji i Egiptu. W Azji wykazany został z syberyjskiej części Rosji, Armenii, Cypru, Synaju, Syrii, Uzbekistanu i Afganistanu.